# Carlos Bacca
Carlos Arturo Bacca Ahumada (ur. 8 września 1986 w Puerto Colombia) – kolumbijski piłkarz występujący na pozycji napastnika w kolumbijskim klubie Junior FC. W latach 2010–2018 reprezentant Kolumbii. Uczestnik Mistrzostw Świata 2014 i 2018 oraz Copa América 2015 i 2016.
W swojej karierze występował m.in. w takich klubach jak: Sevilla, Villareal, AC Milan czy Atlético Junior.

## Kariera

### Statystyki klubowe
| Sezon   | Klub                  | Kraj      | Liga                        | Mecze | Bramki | Puchar Kraju | Mecze | Bramki | Rozgrywki Europy | Mecze | Bramki |
| ------- | --------------------- | --------- | --------------------------- | ----- | ------ | ------------ | ----- | ------ | ---------------- | ----- | ------ |
| 2006    | Barranquilla          | Kolumbia  | Categoría Primera A         | 27    | 12     | -            | -     | -      | -                | -     | -      |
| 2007    | Minervén Puerto Ordaz | Wenezuela | Venezuelan Segunda División | 29    | 12     | -            | -     | -      | -                | -     | -      |
| 2008    | Barranquilla          | Kolumbia  | Categoría Primera A         | 19    | 14     | -            | -     | -      | -                | -     | -      |
| 2009    | Atlético Junior       | Kolumbia  | Categoría Primera A         | 29    | 12     | -            | -     | -      | -                | -     | -      |
| 2010    | Atlético Junior       | Kolumbia  | Categoría Primera A         | 32    | 18     | -            | -     | -      | -                | -     | -      |
| 2011    | Atlético Junior       | Kolumbia  | Categoría Primera A         | 31    | 16     | -            | -     | -      | -                | -     | -      |
| 2011/12 | Club Brugge           | Belgia    | Eerste klasse               | 10    | 3      | -            | -     | -      | -                | -     | -      |
| 2012/13 | Club Brugge           | Belgia    | Eerste klasse               | 35    | 25     | -            | -     | -      | Liga Europy UEFA | 7     | 3      |
| 2013/14 | Sevilla FC            | Hiszpania | Primera División            | 35    | 14     | Puchar Króla | 1     | 0      | Liga Europy UEFA | 16    | 7      |
| 2014/15 | Sevilla FC            | Hiszpania | Primera División            | 37    | 20     | Puchar Króla | 3     | 1      | Liga Europy UEFA | 15    | 7      |
| 2015/16 | AC Milan              | Włochy    | Serie A                     | 38    | 18     | Puchar Włoch | 5     | 2      | -                | -     | -      |
| 2016/17 | AC Milan              | Włochy    | Serie A                     | 32    | 13     | Puchar Włoch | 1     | 0      | -                | -     | -      |
| 2017/18 | Villarreal CF         | Hiszpania | Primera División            | 35    | 15     | Puchar Króla | 3     | 1      | Liga Europy UEFA | 6     | 2      |
| 2018/19 | Villarreal CF         | Hiszpania | Primera División            | 34    | 6      | Puchar Króla | 3     | 3      | Liga Europy UEFA | 7     | 2      |

Stan na: 21 maja 2019 r.

## Sukcesy

### Klubowe
Atlético Junior
- Mistrzostwo Kolumbii (3x): 2009/10, 2010/11, 2022/23

#### AC Milan
- Superpuchar Włoch: 2016/17

Sevilla
- Liga Europy UEFA (2x): 2014, 2015
- Finalista Superpucharu Europy UEFA (1x): 2014

Villarreal
- Liga Europy UEFA: 2021

### Indywidualne
- Król strzelców Categoría Primera A: 2010 (Apertura) (12 goli)[a]
- Król strzelców Categoría Primera A: 2011 (Finalización) (12 goli)
- Najlepszy piłkarz z Ameryki Południowej według LFP Awards: 2013/2014
- Król strzelców Eerste klasse: 2012/2013 (25 goli)
- Najlepszy piłkarz Eerste klasse: 2012/2013